# 国際連合安全保障理事会決議165
国際連合安全保障理事会決議165（こくさいれんごうあんぜんほしょうりじかいけつぎ165、英: United Nations Security Council Resolution 165, UNSCR165）は、1961年9月26日に国際連合安全保障理事会で全会一致で採択された決議。シエラレオネの国連加盟申請を検討した上で、総会にシエラレオネの承認を勧告した。シエラレオネは翌日に国連に加盟した。